# ロバート・モラー
ロバート・スワン・モラー3世 (Robert Swan Mueller III、1944年8月7日 - ) は、アメリカ合衆国の法律家、司法官僚。モラーはマラー、ムラー、ミュラーとも表記されるが、英語発音はマラー（[ˈmʌlər]）。
2001年9月4日から2013年9月4日に6代目アメリカ連邦捜査局長官を務めた。
2017年5月17日に2016年アメリカ合衆国大統領選挙におけるロシアの干渉の捜査のためアメリカ合衆国司法省から特別検察官に任命された。

## 生い立ち及び教育
1944年8月7日にニューヨーク州ニューヨークでアリス・C（旧姓はトゥルースデール）及びロバート・スワン・モラー夫妻の間に誕生した。母方の曾祖父はデラウェア・ラッカワナ・アンド・ウェスタン鉄道の社長を務めたウィリアム・トゥルースデールであった。彼の祖先はドイツ系・スコットランド系・イングランド系が含まれる。モラーはペンシルベニア州フィラデルフィアの郊外で育った。
1962年にセント・ポールズ・スクールを卒業し、プリンストン大学に進学、続いてニューヨーク大学で国際関係学を専攻し、1973年にバージニア大学法学大学院で法学博士の学位を取得した。

## 軍歴
モラーはアメリカ海兵隊に入隊して3年間に渡り士官を務め、ベトナム戦争ではアメリカ軍第3海兵師団のライフル小隊を指揮した。彼はブロンズスターメダル・2つの海軍称揚メダル・パープルハート章・武勇十字章を受章した。

## 経歴
軍を退役した後はバージニア大学法学大学院で学び、最終的に法律審査に従事した。法学博士の学位を取得した後、モラーは1976年までサンフランシスコで弁護士として働いた。

## ロシアゲートについて
2018年にソーシャルメディア上でアメリカ人に擬態した偽のアカウントを作り、政治集会などを開催してトランプ政権への世論活動を推進し支援として、トランプ政権の世論工作に関連したロシア人13人を刑事訴訟した。
2018年10月に自身の社会的信頼を貶めることを目的に女性に金銭を支払い虚偽のセクシャルハラスメントの告発をさせる計画が発覚したことからモラー特別検察官とそのチームはアメリカ連邦捜査局に対して捜査を要請した。
2019年5月29日にアメリカ合衆国司法省で記者会見を行い、一連の捜査について公的に説明を行った。「現職の大統領は訴追できない」との認識を示した上で捜査を正式に終結し、特別検察官を辞任することを表明した。

## 参照
1. ↑  米司法省、ＦＢＩ元長官を特別検察官に任命　ロシア疑惑捜査でCNN、2017年6月4日閲覧。
2. ↑  ムラー元FBI長官、米大統領選ロシア介入疑惑の捜査指揮へBBC、2017年6月4日閲覧。
3. ↑  “第2週のNFL、各球団はスター選手の不祥事の対応に追われる”.  AFPBB (2014年9月25日). 2015年4月21日閲覧。
4. ↑  モラー元ＦＢＩ長官を捜査責任者に　トランプ氏めぐるロシア関連疑惑で司法省、米議会はコミー前長官に証言を要請産経、2017年6月4日閲覧。
5. ↑  ロシア疑惑で特別検察官を任命　オバマ政権のＦＢＩ長官 朝日新聞 2017年5月18日付
6. ↑  “Robert Swan Mueller III”. Chicago Sun-Times. (2001年7月30日) 2007年12月2日閲覧。 [リンク切れ]
7. ↑  “Ancestry of Robert Mueller”.   Freepages.genealogy.rootsweb.ancestry.com. 2013年3月5日閲覧。
8. ↑  モラー特別検察官､ロシア人13人訴追-トランプ陣営支援で選挙干渉
9. ↑  ミュラー特別検察官に対する虚偽のセクハラ告発計画 Onebox News
10. ↑  トランプ氏関与「ないと自信あれば…」マラー氏、辞任 2019年5月30日 朝日新聞